# Contea di Sclafani Grillo
Il Contea di Sclafani Grillo è un vino DOC la cui produzione è consentita nelle province di Agrigento, Caltanissetta e Palermo.

## Caratteristiche organolettiche
- colore: giallo più o meno intenso
- odore: elegante fruttato
- sapore: asciutto, strutturato

## Produzione
Provincia, stagione, volume in ettolitri
- nessun dato disponibile